# Digera alternifolia
Digera alternifolia är en amarantväxtart som först beskrevs av Carl von Linné, och fick sitt nu gällande namn av Paul Friedrich August Ascherson. Digera alternifolia ingår i släktet Digera och familjen amarantväxter. Utöver nominatformen finns också underarten D. a. stenophylla.